# حسين آغا ملك
الحاج حسين آقا ملك (الفارسية: حسین آقا ملک؛ 1873 في طهران – 1973 في طهران) كان فاعل خير إيراني.
وُلِد مالك من أم جورجية وأب تبريزي. كان ابن الحاج محمد كاظم ملك التجار وهو اللقب الذي أطلقه ناصر الدين شاه على والده نظرًا لأهميته كتاجر في التجارة في تبريز وأيضًا بين إيران وروسيا. قام والده أيضًا ببناء أول طريق من أستارا إلى موسكو.
درس ملك اللغتين الفارسية والعربية على يد الشيخ مسيح طالقاني ثم ميرزا أبو الحسن جلوه، أبرز علماء تلك الفترة. منذ سن مبكرة جدًا أصبح مهتمًا بالكتب ومفتونًا بالأدب والتاريخ والشريعة الإسلامية والدين بالإضافة إلى علم العملات والفن.
كان مهتمًا بالكتب النادرة وبدأ في جمعها منذ سن مبكرة جدًا. وقد أدى هذا الاهتمام إلى إنشاء مجموعة مذهلة من المخطوطات والكتب المطبوعة. وأصبحت في نهاية المطاف مكتبة ومتحف ملك الوطنية، إحدى أهم المؤسسات الثقافية في الشرق الأوسط. تحتوي المكتبة على مجموعة رائعة من الكتب المطبوعة تتراوح بين 20 ألفًا و42 ألف مجلد من الكتب منذ أوائل العصر الإسلامي وحتى الوقت الحاضر. وكان السيد ملك مهتمًا أيضًا بوسائل الإعلام الأخرى، فجمع اللوحات والمطبوعات والفرمانات والمراسيم وعلب الأقلام والورنيش والأعمال المعدنية والعملات المعدنية والطوابع والسجاد والمنسوجات.
بنى ملك المستشفيات ودور الأيتام والمدارس لأهل خراسان. وقد تم وقف كمية هائلة من الأراضي الزراعية والممتلكات والثروات في عام 1937 إلى مرقد الإمام الرضا في مشهد، مؤسسة العتبة الرضوية. وكان ذلك في المقام الأول من أجل صيانة وتطوير المجموعة والمتحف الذي ظل تحت إشرافه حتى وفاته في عام 1973 ثم تم تسليمه إلى مؤسسة العتبة ارضوية للاستخدام العام. ويعتبر وقفه الأهم في إيران من حيث الحجم والقيمة والأهمية. بينما خُصصت أوقاف أخرى للمساجد أو المؤسسات الدينية، كما خُصصت أوقافه للتعليم والفنون. ورغم ثروته الطائلة، إلا أنه معروف بأعماله الخيرية الجليلة.
قبل رحيله طلب من بناته أن يحرسن المتحف، وبعضهن لا تزال تقوم بهذا حتى اليوم. ورغم تشتتهن، فإنهن جميعًا ما زالوا يمارسون أدوارهم بقوة كمشرفين ويشاركون في أكبر عدد ممكن من الفعاليات السنوية.

## روابط خارجية
- صفحة منظمة السياحة الإيرانية على الويب
- الموقع الرسمي